# C*-algebra
In matematica, una C*-algebra è un'algebra complessa {\displaystyle A} di operatori lineari continui (limitati) definiti su uno spazio di Hilbert complesso con due proprietà aggiuntive:
- {\displaystyle A} è un insieme (topologicamente) chiuso nella topologia della norma degli operatori.
- {\displaystyle A} è chiuso rispetto all'operazione di prendere l'aggiunto di un operatore.

L'interesse per le C*-algebre nacque con la meccanica quantistica, nell'ambito della quale vengono usate per modellare le algebre degli osservabili. Questa linea di ricerca iniziò in forma rudimentale con la meccanica matriciale di Werner Karl Heisenberg proseguendo in una forma matematicamente più evoluta con Pascual Jordan nel 1933. Successivamente, John von Neumann cercò di sistematizzarne lo studio arrivando a pubblicare un'importante serie di articoli sugli anelli di operatori, in cui vengono considerate delle speciali classi di C*-algebre, oggi chiamate algebre di von Neumann.
Intorno al 1943 il lavoro di Izrail' Moiseevič Gel'fand, Mark Naimark e Irving Segal portò alla caratterizzazione astratta delle C*-algebre che non fa più riferimento agli operatori.
Le C*-algebre costituiscono oggigiorno un importante strumento nella teoria delle rappresentazioni unitarie dei gruppi localmente compatti, oltre ad essere usate nella formulazione algebrica della meccanica quantistica.

## Definizione
Una C*-algebra {\displaystyle A} è un'algebra di Banach su campo complesso, assieme ad una involuzione {\displaystyle *:A\to A} che manda {\displaystyle x} in {\displaystyle x^{*}} e che gode della proprietà:
{\displaystyle \|x^{*}x\|=\|x\|^{2},\qquad \forall x\in A.}
Nonostante l'apparente semplicità, questa uguaglianza permette di ricavare un numero notevole di risultati. Si tratta della caratterizzazione astratta di C*-algebra data in un articolo del 1943 da Gel'fand e Naimark.
La definizione di C*-algebra non implica che {\displaystyle A} debba avere un'unità, ciò nonostante si può dimostrare che esiste un'unica C*-algebra {\displaystyle A_{1}} con unità che contiene {\displaystyle A} come ideale e tale che {\displaystyle A_{1}\setminus A} abbia dimensione 1. In questo modo si può definire lo spettro anche per gli elementi di una C*-algebra {\displaystyle A} senza unità considerandoli come elementi di {\displaystyle A_{1}}.
Se {\displaystyle A} e {\displaystyle B} sono C*-algebre, un omomorfismo algebrico {\displaystyle \rho :A\to B} viene chiamato *-omomorfismo se rispetta l'involuzione, ovvero se:
{\displaystyle \rho (x^{*})=\rho (x)^{*},\qquad \forall x\in A.}
Come sempre se un *-omomorfismo è biettivo lo si chiama *-isomorfismo e si dice che le due C*-algebre sono isomorfe. Se non c'è rischio di confusione, si può tralasciare il "*-" iniziale. Si dimostra che un qualsiasi *-omomorfismo è limitato con norma minore o uguale a 1 (e quindi, in particolare, che un *-isomorfismo è un'isometria).
Il termine B*-algebra è stato introdotto da C. E. Rickart nel 1946 per descrivere un'*-algebra di Banach che soddisfa:
{\displaystyle \|xx^{*}\|=\|x\|^{2},}
per tutti gli {\displaystyle x} nella data B*-algebra. Ogni C*-algebra è anche una B*-algebra, perché:
{\displaystyle \|x\|^{2}=\|x^{*}x\|\leq \|x^{*}\|\|x\|,}
quindi {\displaystyle \|x\|\leq \|x^{*}\|} se {\displaystyle x} non è nullo, e sostituendo {\displaystyle x^{*}} a {\displaystyle x} si conclude che:
{\displaystyle \|x\|=\|x^{*}\|.}
In parallelo con la teoria degli operatori, un {\displaystyle x\in A} viene chiamato:
- hermitiano se {\displaystyle x=x^{*}},
- normale se {\displaystyle xx^{*}=x^{*}x},
- unitario se {\displaystyle xx^{*}=x^{*}x=1}.

## Esempi

### C*-algebre a dimensione finita
L'algebra {\displaystyle M_{n}(\mathbb {C} )} delle matrici {\displaystyle n\times n} su campo complesso diventa una C*-algebra se viene dotata della norma usuale quando considerata come spazio degli operatori su {\displaystyle \mathbb {C} ^{n}}, e se si prende come involuzione di una matrice la sua aggiunta.
Più in generale si possono considerare somme dirette di algebre matriciali. Infatti si dimostra che tuttle le C*-algebre a dimensione finita sono di questa forma (teorema di Artin-Wedderburn perché le C*-algebre a dimensione finita sono semisemplici).

### C*-algebre di operatori
L'esempio tipico di C*-algebra è l'insieme degli operatori limitati (i.e. continui) {\displaystyle B(H)} su uno spazio di Hilbert {\displaystyle H} dotato delle operazioni solite e con {\displaystyle x^{*}} che indica l'aggiunto di {\displaystyle x}. Infatti, per il teorema di Gel'fand-Naimark, ogni C*-algebra {\displaystyle A} è *-isomorfa ad una sottoalgebra (chiusa rispetto alla norma ed a *) di {\displaystyle B(H)} per un opportuno spazio di Hilbert {\displaystyle H}.

### C*-algebre commutative
Sia {\displaystyle X} uno spazio di Hausdorff localmente compatto. Lo spazio {\displaystyle C_{0}(X)} delle funzioni complesse a supporto compatto su {\displaystyle X} è una C*-algebra con le operazioni usuali e con l'involuzione data dalla coniugazione complessa punto per punto. Da notare che è unitaria solo se {\displaystyle X} è compatto.
Il teorema di rappresentazione di Gel'fand dice che ogni C*-algebra commutativa è *-isomorfa ad {\displaystyle C_{0}(X)} con {\displaystyle X} lo spazio dei caratteri (*-omomorfismi tra l'algebra e {\displaystyle \mathbb {C} }) dotato della topologia debole (è localmente compatto perché i caratteri hanno norma 1 e quindi si possono vedere come elementi della palla unitaria dello spazio duale). Inoltre se {\displaystyle C_{0}(X)} è isomorfo ad {\displaystyle C_{0}(Y)} allora segue che {\displaystyle X} ed {\displaystyle Y} sono omeomorfi, questa è la motivazione che sottostà ai metodi di indagine della geometria non commutativa.

## C*-algebra nucleare
In matematica, una C*-algebra nucleare è una C*-algebra {\displaystyle A} tale che il prodotto tensoriale algebrico con qualsiasi altra C*-algebra {\displaystyle B}, ossia l'algebra {\displaystyle A\otimes B}, ammetta una e una sola norma C*.
Tutte le C*-algebre abeliane sono nucleari.